# NGC 959
NGC 959 é uma galáxia espiral (Sd) localizada na direcção da constelação de Triangulum. Possui uma declinação de +35° 29' 42" e uma ascensão recta de 2 horas, 32 minutos e 24,0 segundos.
A galáxia NGC 959 foi descoberta em 9 de Novembro de 1876 por Édouard Jean-Marie Stephan.